# Équipe de Yougoslavie masculine de handball
Dernière mise à jour : 13 septembre 2013.
L'équipe de Yougoslavie de handball représentait la fédération de Yougoslavie de handball lors des compétitions internationales, notamment aux tournois olympiques et aux championnats du monde, de 1945 à 1992.
Première équipe de Handball à sept sacrée aux Jeux olympiques en 1972, elle fut également la seconde de l'histoire (après l'URSS) en 1986 à avoir remporté les deux tournoi majeurs en son époque (Jo, mondial). 
À la suite de la dislocation de la Yougoslavie en 1992, lui ont succédé les équipes suivantes :
- Équipe de Bosnie-Herzégovine
- Équipe de Croatie
- Équipe de Macédoine
- Équipe de RF Yougoslavie (1992-2003) puis de Serbie-et-Monténégro (2003-2006), elle-même aujourd'hui séparée en :
  - Équipe du Monténégro
  - Équipe de Serbie
- Équipe de Slovénie

## Palmarès
| Jeux olympiques - (1972, 1984) - (1988) Jeux méditerranéens - (1967, 1975, 1979, 1983, 1991) | Championnat du monde - (1986) - (1982) - (1970, 1974) |

## Parcours détaillé
| Édition | Tour                                              | Rang                                              | J                                                 | V                                                 | N                                                 | D                                                 | BP                                                | BC                                                | Diff                                              |
| ------- | ------------------------------------------------- | ------------------------------------------------- | ------------------------------------------------- | ------------------------------------------------- | ------------------------------------------------- | ------------------------------------------------- | ------------------------------------------------- | ------------------------------------------------- | ------------------------------------------------- |
| 1972    | Finale                                            | /4                                                | 6                                                 | 6                                                 | 0                                                 | 0                                                 | 122                                               | 89                                                | 33                                                |
| 1976    | Match pour la 5e place                            | 5e/6                                              | 6                                                 | 5                                                 | 0                                                 | 1                                                 | 131                                               | 112                                               | 19                                                |
| 1980    | Match pour la 5e place                            | 6e/16                                             | 6                                                 | 4                                                 | 0                                                 | 2                                                 | 155                                               | 116                                               | 39                                                |
| 1984    | Finale                                            | /12                                               | 6                                                 | 5                                                 | 1                                                 | 0                                                 | 141                                               | 93                                                | 48                                                |
| 1988    | Match pour la 3e place                            | /16                                               | 6                                                 | 4                                                 | 1                                                 | 1                                                 | 143                                               | 132                                               | 11                                                |
| 1992    | Disqualifiée (sanctions internationales de l'ONU) | Disqualifiée (sanctions internationales de l'ONU) | Disqualifiée (sanctions internationales de l'ONU) | Disqualifiée (sanctions internationales de l'ONU) | Disqualifiée (sanctions internationales de l'ONU) | Disqualifiée (sanctions internationales de l'ONU) | Disqualifiée (sanctions internationales de l'ONU) | Disqualifiée (sanctions internationales de l'ONU) | Disqualifiée (sanctions internationales de l'ONU) |
| Total   | 5 / 6                                             | 2 titres                                          | 30                                                | 24                                                | 2                                                 | 4                                                 | 692                                               | 542                                               | 150                                               |

| Édition | Tour                                           | Rang                                           | J                                              | V                                              | N                                              | D                                              | BP                                             | BC                                             | Diff                                           |
| ------- | ---------------------------------------------- | ---------------------------------------------- | ---------------------------------------------- | ---------------------------------------------- | ---------------------------------------------- | ---------------------------------------------- | ---------------------------------------------- | ---------------------------------------------- | ---------------------------------------------- |
| 1938    | N'a pas participé aux phases de qualifications | N'a pas participé aux phases de qualifications | N'a pas participé aux phases de qualifications | N'a pas participé aux phases de qualifications | N'a pas participé aux phases de qualifications | N'a pas participé aux phases de qualifications | N'a pas participé aux phases de qualifications | N'a pas participé aux phases de qualifications | N'a pas participé aux phases de qualifications |
| 1954    | N'a pas participé aux phases de qualifications | N'a pas participé aux phases de qualifications | N'a pas participé aux phases de qualifications | N'a pas participé aux phases de qualifications | N'a pas participé aux phases de qualifications | N'a pas participé aux phases de qualifications | N'a pas participé aux phases de qualifications | N'a pas participé aux phases de qualifications | N'a pas participé aux phases de qualifications |
| 1958    | Match pour la 7e place                         | 8e/16                                          | 6                                              | 2                                              | 0                                              | 2                                              | 101                                            | 96                                             | 5                                              |
| 1961    | Tour préliminaire                              | 9e/12                                          | 2                                              | 0                                              | 0                                              | 2                                              | 29                                             | 32                                             | -3                                             |
| 1964    | Match pour la 5e place                         | 6e/16                                          | 6                                              | 2                                              | 2                                              | 2                                              | 102                                            | 96                                             | 6                                              |
| 1967    | Match pour la 7e place                         | 7e/16                                          | 6                                              | 4                                              | 0                                              | 2                                              | 136                                            | 110                                            | 26                                             |
| 1970    | Match pour la 3e place                         | /16                                            | 6                                              | 3                                              | 1                                              | 2                                              | 119                                            | 80                                             | 39                                             |
| 1974    | Match pour la 3e place                         | /16                                            | 6                                              | 3                                              | 0                                              | 3                                              | 106                                            | 105                                            | 1                                              |
| 1978    | Match pour la 5e place                         | 5e/16                                          | 6                                              | 4                                              | 1                                              | 1                                              | 108                                            | 96                                             | 12                                             |
| 1982    | Finale                                         | /16                                            | 7                                              | 4                                              | 1                                              | 2                                              | 183                                            | 155                                            | 28                                             |
| 1986    | Finale                                         | /16                                            | 7                                              | 7                                              | 0                                              | 0                                              | 168                                            | 145                                            | 23                                             |
| 1990    | Match pour la 3e place                         | 4e/16                                          | 7                                              | 4                                              | 0                                              | 3                                              | 169                                            | 156                                            | 13                                             |
| Total   | 10 / 12                                        | 1 titre                                        | 59                                             | 33                                             | 5                                              | 19                                             | 1221                                           | 1071                                           | 150                                            |

## Effectifs notables

### Médaille de bronze au Championnat du monde 1970
L'effectif de la Yougoslavie médaillée de bronze au championnat du monde 1970 était :
- Abas Arslanagić
- Boris Kostić
- Dragutin Mervar
- Miroslav Pribanić
- Zlatko Žagmešter
- Branislav Pokrajac
- Hrvoje Horvat
- Đorđe Lavrnić
- Čedomir Bugarski
- Milorad Karalić
- Nebojša Popović
- Slobodan Mišković
- Milan Lazarević
- Marijan Jakšeković
- Milan Krstić
- Petar Fajfrić
- Josip Milković

Entraîneur
- Vlado Stenzel

### Médaille d'or aux Jeux olympiques de 1972
L'effectif de la Yougoslavie championne olympique en 1972 était :

### Médaille de bronze au Championnat du monde 1974
L'effectif de la Yougoslavie médaillée de bronze au championnat du monde 1974 était :
- Abas Arslanagić
- Željko Nimš
- Čedomir Bugarski
- Petar Fajfrić
- Hrvoje Horvat
- Đorđe Lavrnić
- Milan Lazarević
- Zdravko Miljak
- Slobodan Mišković
- Radisav Pavićević
- Bogosav Perić
- Branislav Pokrajac
- Nebojša Popović
- Zdravko Rađenović
- Zvonimir Serdarušić
- Zdenko Zorko

Entraîneur
- Ivan Snoj

### Sixième place aux Jeux olympiques de 1980
L'effectif de la Yougoslavie, sixième des Jeux olympiques de 1980, était :
- Adnan Dizdar
- Drago Jovović
- Enver Koso
- Goran Nerić
- Jasmin Mrkonja
- Jovica Cvetković
- Jovan Elezović
- Mile Isaković
- Momir Rnić
- Pavle Jurina
- Peter Mahne
- Stjepan Obran
- Velibor Nenadić
- Zlatan Arnautović

Entraîneur
- Jezdimir Stanković (hr)

### Médaille d'argent au Championnat du monde 1982
L'effectif de la Yougoslavie vice-championne du monde en 1982 était :
- Ermin Velić
- Mirko Bašić
- Mile Isaković
- Vlado Bojović
- Zdravko Zovko
- Pavle Jurina
- Radivoj Krivokapić
- Veselin Vujović
- Jovica Elezović
- Časlav Grubić
- Petrit Fejzula
- Zdravko Rađenović
- Stjepan Obran
- Branko Štrbac
- Zoran Jovanović

Entraîneur
- Branislav Pokrajac

### Médaille d'or aux Jeux olympiques de 1984
L'effectif de la Yougoslavie championne olympique en 1984 était :
- Zlatan Arnautović
- Mirko Bašić
- Jovica Elezović
- Mile Isaković
- Pavle Jurina
- Milan Kalina
- Slobodan Kuzmanovski
- Dragan Mladenović
- Rolando Pušnik
- Zdravko Rađenović
- Momir Rnić
- Branko Štrbac
- Veselin Vujović
- Veselin Vuković
- Zdravko Zovko

Entraîneur
- Branislav Pokrajac

### Médaille d'or au Championnat du monde 1986

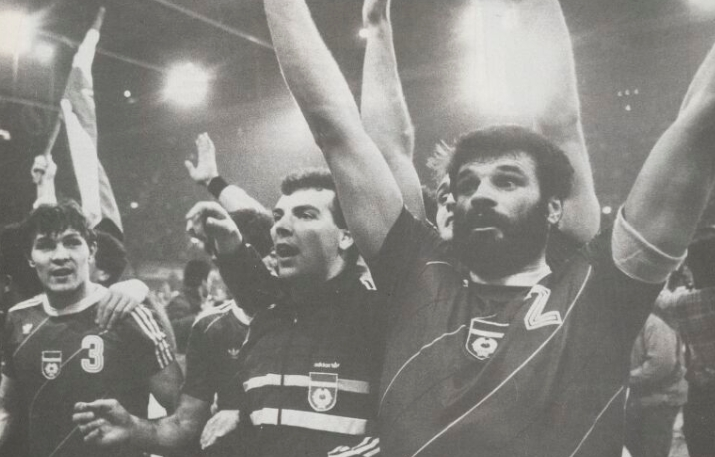
La Yougoslavie est championne du monde en 1986.

L'effectif de la Yougoslavie championne du monde en 1986 était :
- Mirko Bašić
- Rolando Pušnik
- Veselin Vuković
- Jovica Elezović
- Jasmin Mrkonja
- Veselin Vujović
- Jožef Holpert
- Muhamed Memić
- Zlatan Arnautović
- Momir Rnić
- Zlatko Saračević
- Caslav Grubić
- Zlatko Portner
- Jovica Cvetković
- Dragan Mladenović
- Mile Isaković

Entraîneur
- Zoran Živković

### Médaille de bronze aux Jeux olympiques de 1988

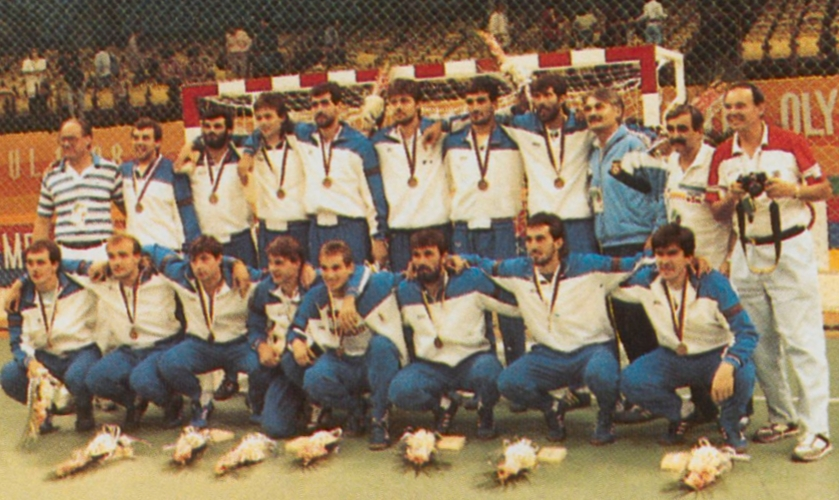
Les Yougoslaves, troisièmes des Jeux olympiques de 1988.

L'effectif de la Yougoslavie médaillée de bronze aux Jeux olympiques de 1988 était :
- Mirko Bašić (GB)
- Rolando Pušnik (GB)
- Ermin Velić (GB)
- Jožef Holpert
- Momir Rnić
- Muhamed Memić
- Irfan Smajlagić
- Veselin Vujović
- Iztok Puc
- Goran Perkovac
- Slobodan Kuzmanovski
- Alvaro Načinović
- Boris Jarak
- Zlatko Saračević
- Zlatko Portner

Entraîneurs
- Abas Arslanagić
- Josip Glavaš

## Personnalités liées à la sélection

### Sélectionneurs
La liste des sélectionneurs et entraîneurs est :
- Ivan Snoj (de) () : sélectionneur de 1951 à 1978
  - Irislav Dolenec (de) () : entraîneur en 1967
  - Vlado Stenzel (de) () : entraîneur de 1967 à 1972
  - Josip Milković (de) () : entraîneur en 1974
  - Zdravko Matulić : entraîneur en 1978
- Jezdimir Stanković (hr) () : sélectionneur de 1978 à 1980
- Branislav Pokrajac () : sélectionneur de 1980 à 1984
  - Abas Arslanagić () : entraîneur des gardiens de 1982 à 1984
- Zoran Živković () : sélectionneur de 1984 à 1986
  - Abas Arslanagić () : entraîneur des gardiens de 1984 à 1986
- Abas Arslanagić () : sélectionneur de 1986 à 1988
- Jezdimir Stanković (hr) (2) () : sélectionneur de 1989 à 1991

Remarque : entre parenthèses est indiqué la nationalité ultérieure.

### Statistiques des joueurs
| Joueur               | Sélections           | Poste | Nationalité ultérieure |
| -------------------- | -------------------- | ----- | ---------------------- |
| Hrvoje Horvat        | 231[réf. nécessaire] | DC    | Croatie                |
| Veselin Vujović      | 216                  | ARG   | Monténégro             |
| Momir Rnić           | 208                  | P     | Serbie                 |
| Mile Isaković        | 190                  | ALG   | Serbie                 |
| Branislav Pokrajac   | 180[réf. nécessaire] | AL    | Serbie                 |
| Mirko Bašić          | 171                  | GB    | Croatie                |
| Zlatan Arnautović    | 157[réf. nécessaire] | GB    | Bosnie-Herzégovine     |
| Pavle Jurina         | 140[réf. nécessaire] | AR    | Croatie                |
| Zdravko Rađenović    | 137[réf. nécessaire] | ?     | Serbie                 |
| Rolando Pušnik       | 134                  | GB    | Slovénie               |
| Jožef Holpert        | 131                  | ?     | Serbie                 |
| Abas Arslanagić      | 125[réf. nécessaire] | GB    | Bosnie-Herzégovine     |
| Zdravko Zovko        | 119[réf. nécessaire] | ?     | Croatie                |
| Zlatko Saračević     | 114                  | ARD   | Croatie                |
| Slobodan Kuzmanovski | 108                  | ARD   | Serbie                 |
| Zlatko Portner       | 98                   | DC    | Serbie                 |
| Ermin Velić          | 92                   | GB    | Bosnie-Herzégovine     |
| Muhamed Memić        | 89                   | ?     | Bosnie-Herzégovine     |
| Irfan Smajlagić      | 83                   | ALD   | Croatie                |
| Iztok Puc            | 81                   | ARG   | Croatie, Slovénie      |
| Goran Perkovac       | 76                   | ARG   | Croatie                |

| Joueur               | Buts                 | Moy. | Poste | Nationalité ultérieure |
| -------------------- | -------------------- | ---- | ----- | ---------------------- |
| Mile Isaković        | 734                  | 3,86 | ALG   | Serbie                 |
| Hrvoje Horvat        | 621[réf. nécessaire] | 2,69 | DC    | Croatie                |
| Branislav Pokrajac   | 510[réf. nécessaire] | 2,83 | AL    | Serbie                 |
| Momir Rnić           | 392                  | 1,9  | P     | Serbie                 |
| Zdravko Rađenović    | 369[réf. nécessaire] | 2.69 | ?     | Serbie                 |
| Zlatko Saračević     | 366                  | 3,2  | ARD   | Croatie                |
| Zlatko Portner       | 355                  | 3,6  | DC    | Serbie                 |
| Veselin Vujović      | 346                  | 1,6  | AR    | Monténégro             |
| Slobodan Kuzmanovski | 320                  | 3,0  | ARD   | Serbie                 |
| Jožef Holpert        | 237                  | ?    | 1,8   | Serbie                 |
| Iztok Puc            | 185                  | 2,3  | DC    | Slovénie               |
| Irfan Smajlagić      | 149                  | 1,8  | ALD   | Croatie                |
| Muhamed Memić        | 107                  | 1,2  | ?     | Bosnie-Herzégovine     |
| Goran Perkovac       | 101                  | 1,3  | ARG   | Croatie                |

### Autres joueurs
- Zoran Đorđić
- Milorad Karalić
- Velimir Petković
- Nebojša Popović
- Zvonimir Serdarušić
- Veselin Vuković
- Zoran Živković

## Confrontations contre la France
| Rencontres | Victoires | Nuls | Défaites | Buts pour | Buts contre | Différence |
| ---------- | --------- | ---- | -------- | --------- | ----------- | ---------- |
| 9          | 0         | 1    | 8        | 182       | 241         | -59        |